# Romuald Rodziewicz
Romuald Rodziewicz ps. „Roman” (ur. 18 stycznia 1913 w Ławskim Brodzie, zm. 24 października 2014 w Huddersfield) – hubalczyk, wachmistrz Wojska Polskiego.

## Życiorys

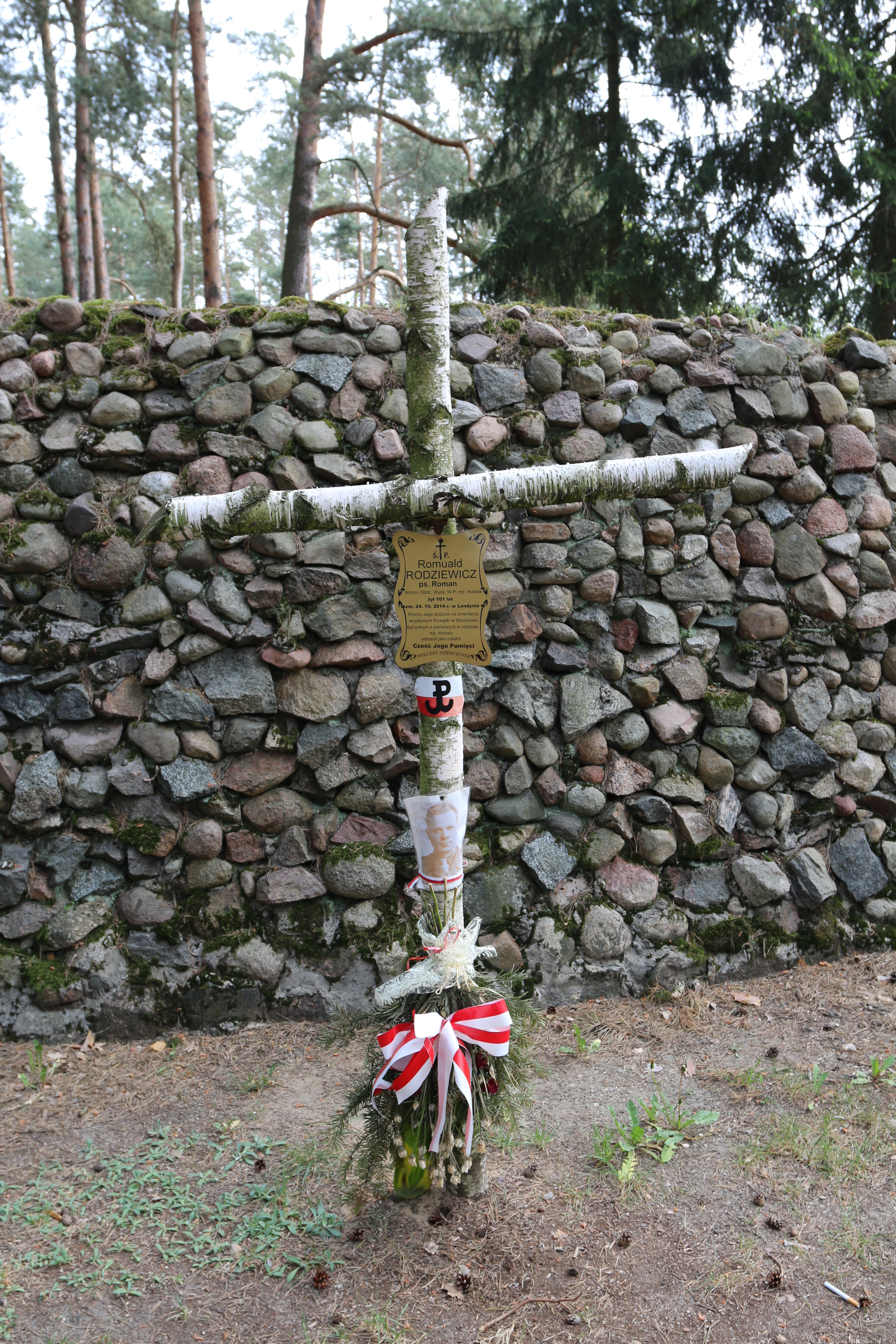
Upamiętnienie Romualda Rodziewicza w Szańcu Hubala

Pierwsze lata życia spędził w Mandżurii (ojciec zesłany na Sybir).
Uczestnik Kampanii wrześniowej jako podoficer 102 Rezerwowego Pułku Ułanów, wchodzącego w skład Grupy „Wołkowysk” pod dowództwem generała Przeździeckiego. 23 września 1939 dołączył do 110 Rezerwowego Pułku Ułanów pod dowództwem słynnego zagończyka podpułkownika Jerzego Dąbrowskiego, z którym przeszedł cały szlak bojowy, aż do marszu na Warszawę. Po upadku Warszawy, wraz z 60-osobowym oddziałem, jako ochotnik wstąpił do Oddziału Wydzielonego Wojska Polskiego pod dowództwem majora Henryka Dobrzańskiego „Hubala”. W oddziale tym brał udział we wszystkich bitwach stoczonych na Mazowszu i Kielecczyźnie. 2 października 1939 uczestniczył w zwycięskiej potyczce z Niemcami pod Wolą Chodkowską. W grudniu 1939 został mianowany do stopnia plutonowego, a po starciu pod Huciskiem, 30 marca 1940, awansował na stopień wachmistrza kawalerii.
Po śmierci mjr „Hubala” i rozproszeniu oddziału był w Miechowskiem instruktorem szkolenia w organizacji Związku Walki Zbrojnej. Od marca 1941 był w wywiadzie wojskowym w Ośrodku Północ I w Wilnie. W rejonie Wołożyn – Mołodeczno był kierownikiem placówki, a w połowie 1942 przeniósł się do Armii Krajowej, która działała w tamtym rejonie. W sierpniu 1943, został aresztowany przez Niemców. Przebywał trzy miesiące w więzieniu w Mołodecznie, a następnie przewieziony do Oświęcimia, gdzie spotkał kolegów z oddziału: Józefa Drabika, Antoniego Piotrowskiego oraz por. „Czarnego” z koneckiego obwodu ZWZ. Przeniesiony do Buchenwaldu na początku października, a następnie do Nadrenii, gdzie naprawiał tory kolejowe. Przewieziony do Innsbrucku w Austrii wiosną 1945, gdzie 3 maja odzyskał wolność. Po pięciu tygodniach odkarmiania w szpitalu udał się do Włoch, gdzie wstąpił do 2 korpusu. Romuald Rodziewicz wystąpił z armii w 1947 i osiedlił się w Anglii.
1 lipca 2008 za wybitne zasługi dla niepodległości Rzeczypospolitej Polskiej Prezydent Rzeczypospolitej Polskiej Lech Kaczyński nadał mu Krzyż Komandorski Orderu Odrodzenia Polski.
Bohater beletrystycznej opowieści historycznej Aleksandry Ziółkowskiej-Boehm „Z miejsca na miejsce. W cieniu legendy Hubala” (3 wydania, Kraków WL 1983, Warszawa 1986, 1997; 4 wydanie [W:] „Lepszy dzień nie przyszedł już”, Iskry, Warszawa 2012). Jeden z bohaterów książki Melchiora Wańkowicza „Hubalczycy” (wiele wydań, 1 wyd. pt. „Wrzesień żagwiący”). Rodziewicz w 1945 roku we Włoszech opowiedział Wańkowiczowi dzieje oddziału Hubala i na podstawie jego opowieści powstała książka.
W ostatnich latach życia mieszkał w Domu Opieki „Jasna Góra” w Huddersfield.
Zmarł 24 października 2014 o godz. 4:20 nad ranem w Huddersfield, w hrabstwie West Yorkshire (Wielka Brytania).